# 艾远兴家庭档案屋
艾远兴家庭档案屋，位于重庆市大渡口区秋实景苑小区艾远兴住宅的客厅，是重庆市第一个家庭档案屋。

## 馆长
艾远兴出生于1935年左右，1950年开始收藏自己家的文字图片证件等资料。2007年，艾远兴加入重钢家庭档案俱乐部。在专业人士帮助下对收藏档案进行系统整理。
艾远兴为《重庆晚报》的热心读者，1985年左右开始整理《重庆晚报》的剪报，数次为重庆晚报提供线索。2003年，艾远兴向《重庆晚报》写长信回忆自己1935年到1951年期间在梁实秋故居雅舍居住时印象中的雅舍风貌，希望有助于雅舍的修复工作。2006年，艾远兴还在大渡口区跳磴镇发现了可能来自宋光宗时期的环保石刻公告，向《重庆晚报》爆料。

## 收藏
艾远兴家庭档案屋的档案有12个大类：综合、传记、书信、照片、居家理财、证书证件、医疗保健、传媒、专题研究、签名、收藏及其他。包括：
清朝同治元年（公元1862年）的家谱资料、近半个世纪不同时期的选民证、五十年代的汽车票、船票，还有包括杨虎城子女、焦裕禄夫人及子女，任弼时夫人及儿子等众多名人的签名，四五百封家书，80年代用过的收音机、照相机，重庆直辖纪念封。艾远兴儿子小学时候的作文、成绩单，艾家6次搬家的资料，重庆晚报授予艾远兴的荣誉员工证书。